# Wembley Wizards
Wembley Wizards (englisch für Die Wembley-Zauberer) ist die Bezeichnung für die  schottische Fußballnationalmannschaft, die am 31. März 1928 vor 80.868 Zuschauern mit 5:1 im Wembley-Stadion gegen die englische Fußballnationalmannschaft gewann.
Der Begriff wurde später aber auch für den 3:2-Sieg Schottlands am 15. April 1967 übernommen, als England als amtierender Weltmeister von 1966 seit 19 Spielen unbesiegt war und als klarer Favorit in die Begegnung um die British Home Championship 1966/67 ging, die zugleich als Qualifikationsrunde zur Fußball-Europameisterschaft 1968 diente.

## Die Wembley Wizards von 1928

### Vor dem Spiel
Am Abend vor dem Spiel gab Schottlands Mannschaftskapitän Jimmy McMullan seinen Kameraden den Tipp, ins Bett zu gehen und für Regen zu beten. Wie viele schottische Spieler der Aufforderung nachgekommen waren, ist unbekannt. Tatsächlich aber gab es in den frühen Morgenstunden einen Starkregen, von dem die schottische Mannschaft profitierte; denn auf dem schweren Platz konnten sich ihre kleinen und wendigen Stürmer besser behaupten als die größeren und schwerfällig wirkenden englischen Verteidiger. Ein weiterer Vorteil für die Schotten war, dass Englands Kapitän Sid Bishop über Nacht erkrankt war und nicht mitwirken konnte.

### Das Spiel
Für das Spiel wurde eine relativ unerfahrene schottische Mannschaft zusammengestellt, die im Schnitt gerade mal 7 Länderspiele vorzuweisen hatte. Mit besonderer Skepsis sah man vor allem das Debüt des Defensivspielers Tom „Tiny“ Bradshaw, der keinen Geringeren als Englands Stürmerlegende Dixie Dean zu bewachen hatte.
Die Engländer begannen furios und hatten bereits in der dritten Minute einen Pfostenschuss zu verzeichnen. Doch die unbeeindruckten Schotten gingen im direkten Gegenzug durch ein Tor von Alex Jackson mit 1:0 in Führung. Unmittelbar vor dem Pausenpfiff erhöhte Alex James auf 2:0. Nach dem Wechsel schossen erneut Jackson (65. Minute) und James (67.) die weiteren Treffer zu einem beruhigenden 4:0-Vorsprung heraus, ehe wiederum Jackson in der 85. Minute den fünften Treffer für die Bravehearts markierte. Das einzige Tor für die Three Lions erzielte Bob Kelly in der 89. Minute.

### Die Siegermannschaft
Die Wembley Wizards vom 31. März 1928 bestanden aus folgenden Spielern, von denen nur 3 bei schottischen Vereinen spielten, einer in Wales und die restlichen 7 in England:
Jack Harkness (FC Queen’s Park) – James Nelson (Cardiff City), Tommy Law (FC Chelsea) – Jimmy Gibson (Aston Villa), Tom Bradshaw (FC Bury), Jimmy McMullan (Manchester City) – Alex Jackson (Huddersfield Town), James Dunn (Hibernian Edinburgh), Hughie Gallacher (Newcastle United), Alex James (Preston North End), Alan Morton (Glasgow Rangers).

### Resümee und Nachwirkungen
Wir hätten 10 Tore schießen können, erklärte der zweifache Torschütze Alex James nach dem Spiel, während der ehemalige englische Fußballspieler Ivan Sharpe es nicht minder deutlich formulierte: England were not merely beaten. They were bewildered, run to a standstill, made to appear utterly inferior by a team whose play was as cultured and beautiful as I ever expect to see. (England wurde nicht einfach nur besiegt. Sie waren verblüfft, zum Stillstand gebracht, schienen absolut unterlegen gegen eine Mannschaft, deren Spielanlage so kultiviert und schön war, wie ich es erwartet hatte.)
Trotz ihres historischen Erfolges kamen die Wembley Wizards nie mehr in dieser Formation zusammen; unter anderem auch deshalb, weil Bradshaw, dem es in jenem Spiel gelungen war, Dixie Dean nahezu kalt zu stellen, nie mehr für die schottische Nationalmannschaft auflief.
Der Ball, der bei diesem historischen Spiel zum Einsatz gekommen war, gehört – mit den Unterschriften aller Spieler versehen – zum Bestandteil des Scottish Football Museum im Glasgower Hampden Park. Er wurde für die Nachwelt gesichert, weil der damalige schottische Nationaltorhüter Jack Harkness ihn geistesgegenwärtig aus dem Stadion geschmuggelt hatte und dabei die Verwirrung nutzte, als die schottischen Fans das Spielfeld gestürmt und die Spieler bedrängt hatten. Jahre später wurde Jack Präsident der Scottish FA und spendete den Ball dem Verband.

## Die Wembley Wizards von 1967
Der Begriff der „Wembley Wizards“ wurde 1967 noch einmal an die schottische Nationalmannschaft vergeben, die am 11. April 1967 beim amtierenden und seither ungeschlagenen Weltmeister England gewann. Die Helden von damals spielten in folgender Aufstellung: Ronnie Simpson (Celtic Glasgow) –  Eddie McCreadie (FC Chelsea), John Greig (Glasgow Rangers), Ronnie McKinnon (Rangers), Tommy Gemmell (Celtic) – Billy Bremner (Leeds United), Jim Baxter (AFC Sunderland), Jim McCalliog (Sheffield Wednesday) – Willie Wallace (Celtic), Denis Law (Manchester United), Bobby Lennox (Celtic).
Vor dem Spiel überraschte der schottische Nationaltrainer Bobby Brown viele Journalisten mit der Ankündigung, dass der 36-jährige Celtic-Torhüter Ronnie Simpson zu seinem ersten Länderspieleinsatz kommen werde. Eine Zeitung wies darauf hin, dass der letzte Celtic-Torhüter, der in Wembley spielte, Frank Haffey war, der 6 Jahre zuvor am 15. April 1961 insgesamt 9 Gegentore hinnehmen musste (das 3:9 ist bis heute die höchste Niederlage Schottlands gegen England) und brachte die Hoffnung zum Ausdruck, dass dies hoffentlich kein böses Omen sei. Neben Torhüter Simpson gehörten Verteidiger Gemmell sowie die Offensivspieler Wallace und Lennox zu den Lisbon Lions, die 6 Wochen später am 25. Mai 1967 den Europapokal der Landesmeister 1966/67 gewann. Zudem standen die Defensivspieler Greig und McKinnon des Stadtrivalen Rangers im Finale des Europapokals der Pokalsieger 1966/67, das am 31. Mai 1967 durch ein Tor von Franz Roth in der 108. Minute mit 0:1 nach Verlängerung gegen den FC Bayern München verloren wurde. Mit Greig von den Rangers sowie den in der englischen Liga spielenden Baxter, Bremner und Law wirkten beim 3:2-Sieg in Wembley insgesamt 4 Spieler mit, die später in die Scottish Sports Hall of Fame aufgenommen wurden.